# Giovanni Bocchio
Giovanni Bocchio (Alessandria, 15 aprile 1914 – 11 ottobre 1958) è stato un calciatore italiano, di ruolo attaccante.

## Carriera
Ha giocato per due intere stagioni in Serie A con l'Alessandria.
Nel 1941-1942 militò nel Chieti.